# Hylaeus hobartiellus
Hylaeus hobartiellus är en biart som beskrevs av Cockerell 1929. Hylaeus hobartiellus ingår i släktet citronbin, och familjen korttungebin. Inga underarter finns listade i Catalogue of Life.